# Esmeralda Ribeiro
Esmeralda Ribeiro (São Paulo, 24 de Outubro, 1958) é uma jornalista, escritora e ativista de ascendência africana brasileira. Filha de Francisca Maria de Jesus e de Luís Alves do Santos, Ribeiro é conhecida por ser coordenadora do coletivo Quilombhoje, um grupo literário afro-brasileiro fundado com os objetivos de incentivar a leitura, difundir informações e conhecimentos sobre a literatura e a cultura negra, e discutir sobre as experiências literárias afro-brasileiras. Ela se tornou membra do grupo em 1982, mesmo ano que publicou seus primeiros poemas na série Cadernos Negros (1978), onde também publicou seu primeiro conto Ogun (1985). Desde então, afirmou presença em praticamente todos os números da série, sendo a escritora com maior participação dentre as mulheres.  Atualmente (2023) exerce a função de coordenadora editorial da série.
Também integrou o coletivo Flores de Baobá.
Em 1988, ela publicou um romance curto Malungos e milongas (1988).
Ribeiro também trabalhou para a Secretária da Cultura do estado de São Paulo.

## Publicações

### Obras individuais
- Malungos e milongas (1988) [4][5]

- Orukomi - meu nome (2007)[4][5]

### Não ficção
- Literatura infanto-juvenil (1982)[4]

- A Escritora negra e o seu ato de escrever participando (1987)[4]

- A obra de Carolina Maria de Jesus (2002)[4]

- Gostando mais de nós mesmos (1999)[4]
- A narrativa feminina publicada nos Cadernos Negros sai do quarto de despejo (2002)[4]

### Obras cooautorais
- Gostando mais de nós mesmos (1999)[4]

### Coorganizadora
- The Afro-Brazilian mind - contemporary afro-brasilian literary and cultural criticism (2007)[4]
- Black notebooks - contemporary afro-brsilian literary movement (2007)[4]